# 테드 허프튼
아더 애드워드 허프튼(Arthur Edward Hufton, 1892년 11월 25일 ~ 1967년 2월 2일) 또는 테드 허프튼(Ted Hufton)은 잉글랜드의 축구 선수이며, 골키퍼로서 잉글랜드 국가대표로서 6경기에 출전하였다.
셰필드 유나이티드에서 데뷔한 허프튼은 1915년에 웨스트햄 유나이티드로 이적했다. 1932년까지 456경기를 뛰었고, 이 기록은 팀에서 12번째로 많은 출장 횟수로 그는 웨스트햄의 전설로 자리매김했다.
웸블리 스타디움에서 처음 열린 경기인 1923년 잉글랜드 FA컵 결승전에서 골키퍼로 출전했으나 2실점을 하고 팀은 0:2로 패해 준우승에 머물렀다.